# Eparquía
Una eparquía (del griego ἐπαρχία) es una circunscripción territorial bajo la autoridad de un obispo, en las Iglesias católicas orientales, la Iglesia ortodoxa y las Iglesias ortodoxas orientales. Esta circunscripción corresponde a lo que en Occidente se denomina diócesis.
El término tiene un uso cada vez menor, salvo en la Iglesia ortodoxa rusa.

## Iglesias orientales católicas
Si desea una lista de todas las circunscripciones, vea el Anexo Diócesis católicas
En las Iglesias orientales católicas, las eparquías se agruparían, como en Occidente, en provincias eclesiásticas. Sin embargo, hay algunas eparquías que no se agrupan territorialmente e incluso que son sufragáneas de archidiócesis latinas.
- En las Iglesias de rito alejandrino, existen:
  - El patriarcado de Alejandría, con 7 eparquías, en Egipto (rito copto).
  - La archieparquía de Adís Abeba, en Etiopía, con 1 eparquía en Etiopía y 4 en Eritrea (rito etíope).

- En las Iglesias de rito antioqueno, existen:
  - El patriarcado maronita, con 1 eparquía, en el Líbano (rito maronita).
  - 8 archieparquías maronitas no agrupadas: 4 en el Líbano, 2 en Siria, 1 en Chipre y 1 en Israel.
  - 2 eparquías maronitas sufragáneas de Archidiócesis latinas: 1 en Argentina (Eparquía maronita de San Charbel) y 1 en Brasil.
  - 12 eparquías maronitas no agrupadas: 5 en el Líbano, 2 en Estados Unidos, 1 en Australia, 1 en Canadá, 1 en Egipto, 1 en México y 1 en Siria.
  - El patriarcado católico sirio, en el Líbano, con 1 eparquía en el Líbano y un territorio dependiente en Sudán (rito sirio).
  - 2 archieparquías sirias consideradas como provincias eclesiásticas, en Siria.
  - 4 archieparquías sirias no agrupadas: 2 en Siria y 2 en Irak.
  - 2 eparquías sirias no agrupadas: 1 en Egipto y otra en los Estados Unidos.
  - La archieparquía Mayor de Trivandrum, con 3 eparquías, en la India (rito siro-malankara).
  - La archieparquía de Tiruvalla, con 3 eparquías, en la India (rito siro-malankara).

- En las Iglesias de rito armenio, existen:
  - El patriarcado de Cilicia, en el Líbano y Turquía, con 1 archieparquía metropolitana en el Líbano, 1 eparquía en Egipto, 1 en Irán y 1 en Siria.
  - 4 archieparquías no agrupadas: 1 en Irak, 1 en Siria, 1 en Turquía y 1 en Ucrania.
  - 3 eparquías no agrupadas: 1 en Canadá y los Estados Unidos, 1 en Argentina y 1 en Francia.

- En las Iglesias de rito bizantino, existen:
  - 2 eparquías eslovacas: 1 en Canadá y otra en Eslovaquia.
  - 1 eparquía húngara sufragánea de una Archidiócesis latina, en Hungría.
  - 2 eparquías ítalo-albanesas no agrupadas, en Italia.
  - La eparquía de Križevci, sufragánea de una Archidiócesis latina, en Bosnia y Herzegovina, Croacia y Macedonia del Norte.
  - El patriarcado grecocatólico melquita en Siria, con 1 Archieparquía metropolitana en Siria, 1 Territorio Dependiente en Egipto y Sudán y otro en Palestina (rito melquita).
  - La archieparquía de Tiro, con 3 eparquías, en el Líbano (rito melquita).
  - 4 Archieparquías melquitas consideradas como Provincias Eclesiásticas: 3 en Siria y 1 en el Líbano.
  - 5 Archieparquías melquitas no agrupadas: 2 en el Líbano, 1 en Israel, 1 en Jordania y 1 en Siria.
  - 1 eparquía melquita sufragánea de una Archidiócesis latina, en Brasil.
  - 4 eparquías melquitas no agrupadas: 1 en Australia y Nueva Zelanda, 1 en Canadá, 1 en los Estados Unidos y 1 en México.
  - La archieparquía Mayor de Fagaras y Alba Iulia, con 4 eparquías, en Rumania (rito rumano).
  - 1 eparquía rumana no agrupada, en los Estados Unidos.
  - La archieparquía de Pittsburgh, con 3 eparquías, en los Estados Unidos (rito ruteno).
  - 1 eparquía rutena no agrupada, en Ucrania.
  - 1 archieparquía mayor ucraniana, en Ucrania.
  - La archieparquía de Kiev, con 1 archieparquía archiepiscopal y 7 eparquías, en Ucrania (rito ucraniano).
  - La archieparquía de Filadelfia, con 3 eparquías, en los Estados Unidos (rito ucraniano).
  - La archieparquía de Przemyśl-Varsovia, con 1 eparquía, en Polonia (rito ucraniano).
  - La archieparquía de Winnipeg, con 4 eparquías, en Canadá (rito ucraniano).
  - 3 eparquías ucranianas sufragáneas de Archidiócesis latinas: 1 en Argentina, 1 en Australia y 1 en Brasil.

- En las Iglesias de rito sirio oriental, existen:
  - El patriarcado de Babilonia, en Irak, con 1 Archieparquía metropolitana y 5 eparquías en Irak, 1 Territorio Dependiente en Israel y otro en Jordania (rito caldeo).
  - La archieparquía de Urmía, con 1 eparquía, en Irán (rito caldeo).
  - 2 archieparquías caldeas consideradas como Provincias Eclesiásticas: 1 en Irán y otra en Irak.
  - 5 archieparquías caldeas no agrupadas: 3 en Irak, 1 en Irán y 1 en Turquía.
  - 6 eparquías caldeas no agrupadas: 2 en los Estados Unidos, 1 en Australia y Nueva Zelanda, 1 en Egipto, 1 en el Líbano y 1 en Siria.
  - La archieparquía mayor de Ernakulam-Angamaly, con 2 eparquías, en la India (rito siro-malabar).
  - La archieparquía de Changanacherry, con 3 eparquías, en la India (rito siro-malabar).
  - La archieparquía de Tellicherry, con 5 eparquías, en la India (rito siro-malabar).
  - La archieparquía de Trichur, con 3 eparquías, en la India (rito siro-malabar).
  - 1 archieparquía siro-malabar considerada como provincia eclesiástica, en la India.
  - 10 eparquías siro-malabares sufragáneas de Archidiócesis latinas, en la India.
  - 2 eparquías siro-malabares no agrupadas, 1 en la India y 1 en los Estados Unidos.

- Datos: Q285181
- Multimedia: Eparchies / Q285181